# Amangkurat II van Mataram
Amangkurat II was sultan van Mataram van 1677 tot 1703.
Raden Mas Rahmat, adipati Anom, of hertog van Anom, die later als Amangkurat II zou regeren, was een van de vele zoons van Amangkurat I van Mataram. Zijn moeder was koningin Kulon, dochter van prins Pekik van Surabaya, een bittere vijand van sultan Agung de Grote. Kulon zou door betoverde of vergiftigde honing alle andere vrouwen die het bed van Amangkurat I hadden gedeeld onvruchtbaar hebben gemaakt.
In 1661 steunde Raden Mas Rahmat een opstand tegen zijn koninklijke vader, de opstand mislukte en in 1663 verzoenden vader en zoon zich voor de vorm. Prins Puger werd een tijdlang de aangewezen troonopvolger en ook hertog van Anom, tot Puger de heerser in 1674 in de steek liet en de Trunajayarebellie van de Kajoran ging steunen.
In 1668 werd de jonge prins verliefd op Rara Kresnamurti, een meisje uit Soerabaja dat naar de kraton was gestuurd om de concubine van zijn vader te worden. Raden Mas Rahmat en Rara Kresnamurti ontvluchtten met de hulp van grootvader prins Pekik, die zich deze kans om kwaad te stichten niet liet ontgaan. Amangkurat I nam zijn zoon later weer in genade aan op voorwaarde dat deze zijn geliefde met de blote handen zou wurgen. Alzo geschiedde.
De aanvang van de regering was uiterst moeilijk. Vader Amangkurat I was op 2 juli 1677 uit zijn kraton in Plered verjaagd door de Madurese prins Raden Trunajaya en het onder grootvader Agung de Grote nog zo machtige keizerrijk Mataram dreigde ten onder te gaan. Het Mataramse leger was verslagen en de schat was met de kraton verloren gegaan, geplunderd door Trunajaya. Amangkurat I stierf, op de vlucht voor zijn vele vijanden, plotseling in Tegal. Volgens de Babad Tanah Jawi had zoon Raden Mas Rahmat zijn vader vergiftigd. Rahmat riep zich onder de naam Amangkurat II uit tot de nieuwe heerser van Mataram, maar hij had geen leger en geen geld. Bovendien erkende zijn jongere broer Puger de opvolging niet en riep zichzelf ook uit tot Susuhunan ing Alaga (sultan) van Mataram, terwijl hij de zwaar gehavende hoofdstad Plered innam. Zodoende had Amangkurat II om zijn heerschappij te vestigen niet alleen de opstand van Trunajaya te onderdrukken, maar ook nog een successieoorlog met zijn broer Puger uit te vechten. Net als zijn vader vroeg Amangkurat II op zijn beurt de hulp van de VOC en deze ging hiermee akkoord.
Hoewel Agung de Grote nog had geprobeerd om Batavia te veroveren bleek de VOC bereid te zijn om de kleinzoon Raden Mas Rahmat, nu een keizer zonder geld en zonder leger, weer in het zadel te helpen. Daar moesten uiteraard grote concessies van Amangkurat tegenover staan. Met behulp van de door Anthonio Hurdt aangevoerde zwaarbewapende Nederlandse troepen en lichtbewapende Nederlandse huurlingen uit Makassar en van de Molukken slaagde Amangkurat er in om Kediri te veroveren en Trunajaya op de vlucht te jagen. Hij werd in december 1679 achterhaald in het Kelud-gebergte en aan Amangkurat overgeleverd, die hem op 2 januari 1680 liet vermoorden nadat hij zelf met zijn kris de eerste steek had toegebracht.
In november 1681 onderwierp Amangkurat II zijn opstandige jongere broer Pangeran Puger, waarmee ook de successieoorlog ten einde kwam.
Plered werd nu ongeschikt geacht als hoofdstad en Kartasura tussen de Merapi en de Lawu werd hoofdstad van Mataram.
De Nederlanders hadden enorme vorderingen, een schuld van 2,5 miljoen gulden, op Amangkurat. Zo konden zij hem dwingen om de VOC handelsconcessies te verlenen. Ook politiek stond de sultan onder Nederlandse controle. Dat beviel de Javaanse prins niet en hij intrigeerde tegen de koloniale macht, die een steeds grotere invloed op Java verwierf. Met politieke contacten met nog onafhankelijke vorsten in Cirebon en Johore en het herbergen van vijanden van de VOC zoals Untung Surapati speelde Amangkurat een dubbel spel.

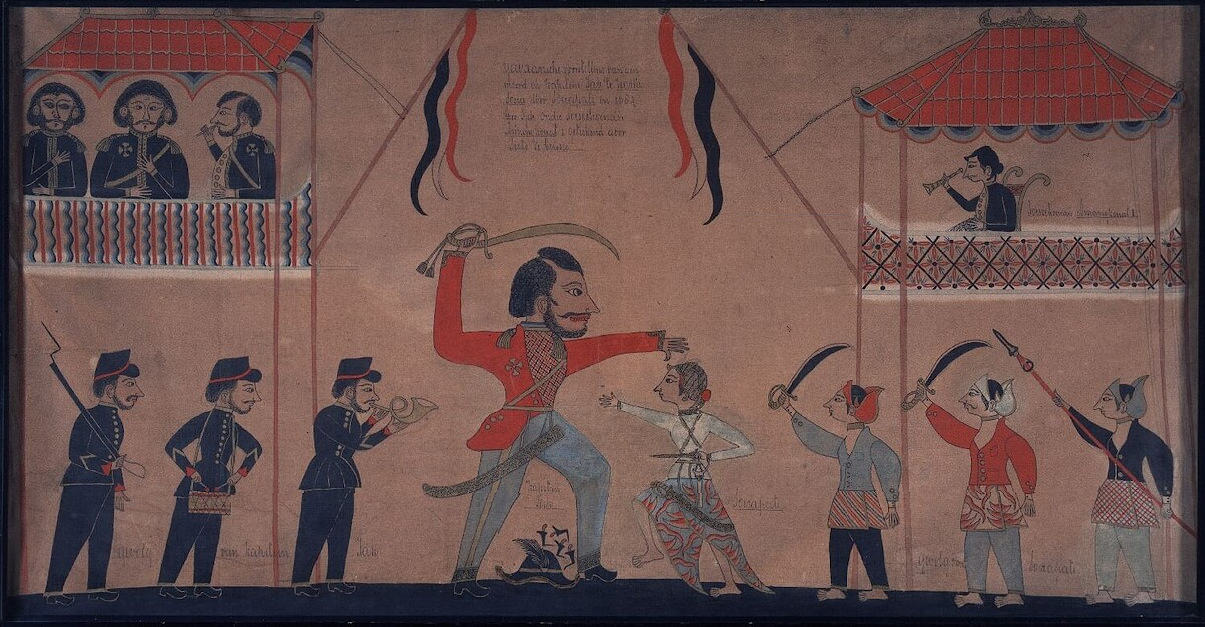
Schildering voorstellende de moord op kapitein Tack in Kartasura (1684), collectie Wereldmuseum Amsterdam

De VOC wantrouwde de sultan, in 1685 werd kapitein François Tack naar de kraton gestuurd om Surapati te arresteren en orde op zaken te stellen. Amangkurat en Surapati organiseerden in Kartasura een schijngevecht over diens uitlevering aan Tack. In werkelijkheid was het de bedoeling dat de Nederlanders afgeslacht zouden worden en dat gebeurde dan ook. Surapati vluchtte daarna verder naar het oosten. Amangkurat betuigde zijn onschuld, en de gouverneur-generaal Camphuys in Batavia verkoos het incident te negeren. De Nederlanders wilden handel drijven en winst maken, het onderwerpen van Java was niet hun doel.
Als eerste vorst uit het Keizerlijk Huis van Mataram vestigde Amangkurat II van Mataram zich in Surakarta.
Amangkurat II stierf in 1703, zeer gewantrouwd door de VOC waar men zijn verraderlijke correspondentie met de eilanden in de archipel had onderschept en gelezen. Hij werd opgevolgd door zijn enige zoon van vele vrouwen en bijvrouwen, die als Amangkurat III regeerde.